# تیدرک نورمه
تیدرک نورمه (استونیایی: Tiidrek Nurme؛ زادهٔ ۱۱ نوامبر ۱۹۸۵) دونده اهل استونی است.